# 현대 무용

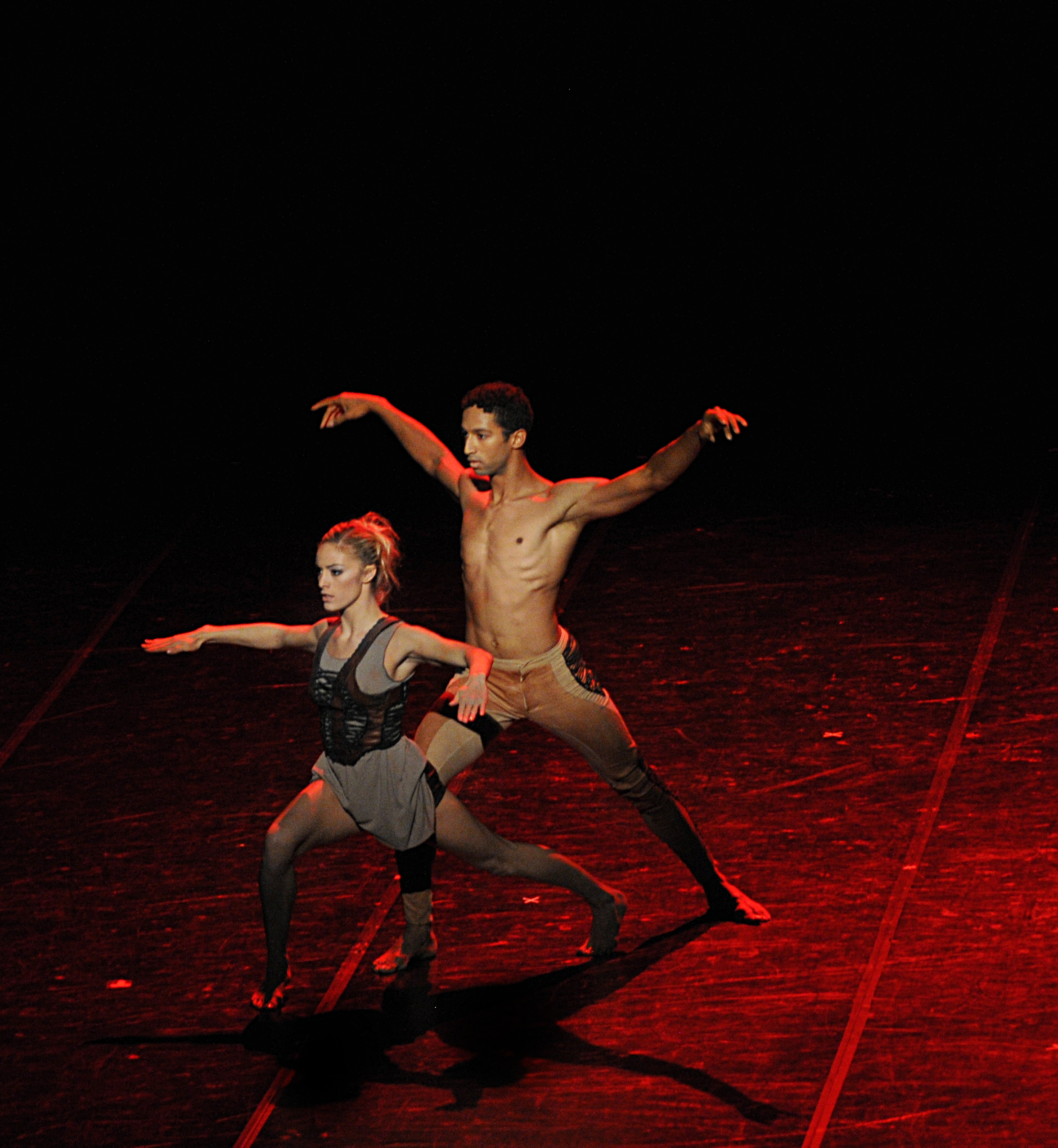

현대 무용(現代舞踊, Contemporary dance)은 대체적으로 1960년대 이후의 전위 무용을 의미한다. 대학교에서 가르치는 학과는 무용학과로서 존재한다.

## 같이 보기
- 근대 무용